# 제3차 스웨덴 십자군
제3차 스웨덴 십자군(핀란드어: kolmas ristiretki Suomeen 콜마스 리스티레트키 수오멘[*], 스웨덴어: Tredje svenska korståget)은 1293년 스웨덴 왕국이 핀란드의 카리알라인 이교도들을 원정했다고 하는 십자군이다. 이 십자군의 결과 비보르크(핀란드어 이름 비푸리, 스웨덴어 이름 비보리)의 시초가 되는 비보리성이 세워졌고, 이후 서카리알라 지역이 400년간 스웨덴의 지배에 떨어지게 되었다.
『에리크 연대기』와 비르예르 망누손의 1295년 3월 4일자 서한에 따르면, 이 십자군의 원인은 카리알라인들이 오랫동안 발트해 연안을 노략질하면서 스웨덴인들을 비롯한 지나가는 이들을 붙잡아 고문해 죽이곤 했기 때문이라고 한다. 심지어 카리알라인들은 1257년에는 스웨덴을 침공하기도 했다. 이에 스웨덴 국왕 발데마르가 교황 알렉산데르 4세에게 카리알라 십자군을 선포할 것을 요청했고, 교황이 수용하면서 십자군이 시작되었다. 『에리크 연대기』에 따르면 이 십자군으로써 카리알라인들의 백인촌락 14개를 정복했다고 한다.